# Giandomenico Piermarini
Giandomenico Piermarini (Roma, 1958) è un organista italiano.
È organista titolare della Patriarcale Arcibasilica di San Giovanni in Laterano di Roma.

## Biografia

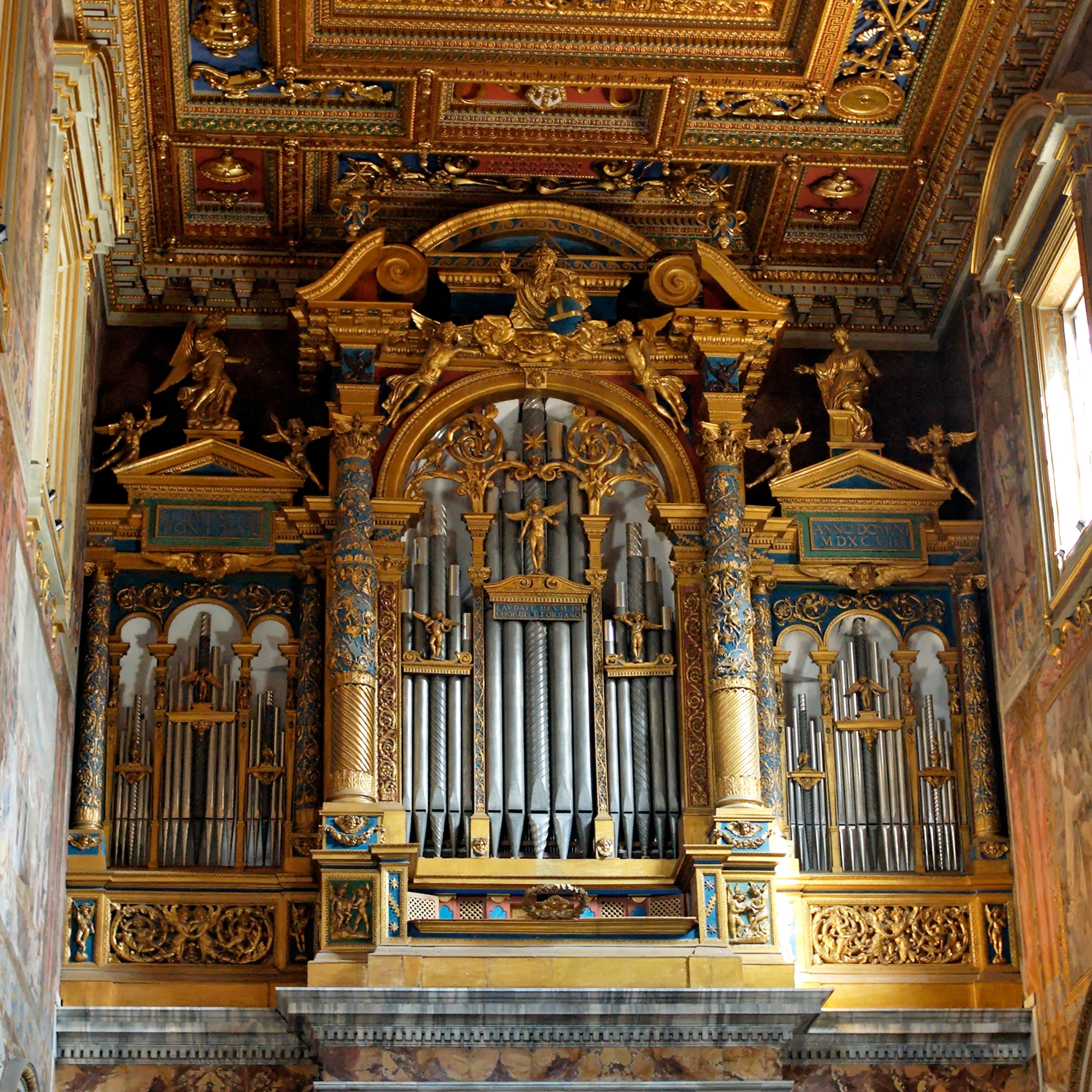
L'organo della basilica di San Giovanni in Laterano a Roma

Diplomato in Organo e composizione organistica nel 1982, è anche laureato in Ingegneria Elettronica presso l'Università La Sapienza di Roma.
Primo Premio Assoluto nell'edizione 1987 del Concorso nazionale Organistico "Provincia di Viterbo" e finalista con menzione d'onore nell'edizione 1986 del Concorso Organistico "E. Porrino" di Cagliari, ha al suo attivo diverse centinaia di concerti d'organo e due CD.
Docente dal 1989 presso il Conservatorio Alfredo Casella dell'Aquila, dal novembre 2002 è organista titolare della Basilica di San Giovanni in Laterano di Roma.
È stato direttore del Conservatorio Alfredo Casella dal 1 novembre 2013 al 31 ottobre 2019.
Interessanti i suoi studi riguardi l'applicazione dell'elettronica (MIDI) e della tecnologia nel campo della musica "colta".
Nel periodo 2010-2011 ha tenuto l'esecuzione integrale delle composizioni per organo di J. S. Bach in quattordici concerti nella Basilica di S. Ignazio di Loyola di Roma.

## Pubblicazioni
- Nuovo Finale con brio: capire ed imparare a usare bene il più importante programma di scrittura della musica col computer. Padova, Armelin Musica, 1998, 2002.